# Mitsushige Arita
Mitsushige Arita (9 de enero de 1973) es un deportista japonés que compitió en taekwondo. Ganó una medalla en los Juegos Asiáticos de 1994, y dos medallas en el Campeonato Asiático de Taekwondo en los años 1996 y 2002.

## Palmarés internacional
| Juegos Asiáticos    | Juegos Asiáticos      | Juegos Asiáticos  | Juegos Asiáticos |
| Año                 | Lugar                 | Medalla           | Categoría        |
| ------------------- | --------------------- | ----------------- | ---------------- |
| 1994                | Hiroshima (Japón)     | Medalla de bronce | –76 kg           |
| Campeonato Asiático |                       |                   |                  |
| Año                 | Lugar                 | Medalla           | Categoría        |
| 1996                | Melbourne (Australia) | Medalla de bronce | –76 kg           |
| 2002                | Amán (Jordania)       | Medalla de plata  | –78 kg           |